# Controverses liées à la Coca-Cola Company
 (septembre 2022).
 (mai 2024).

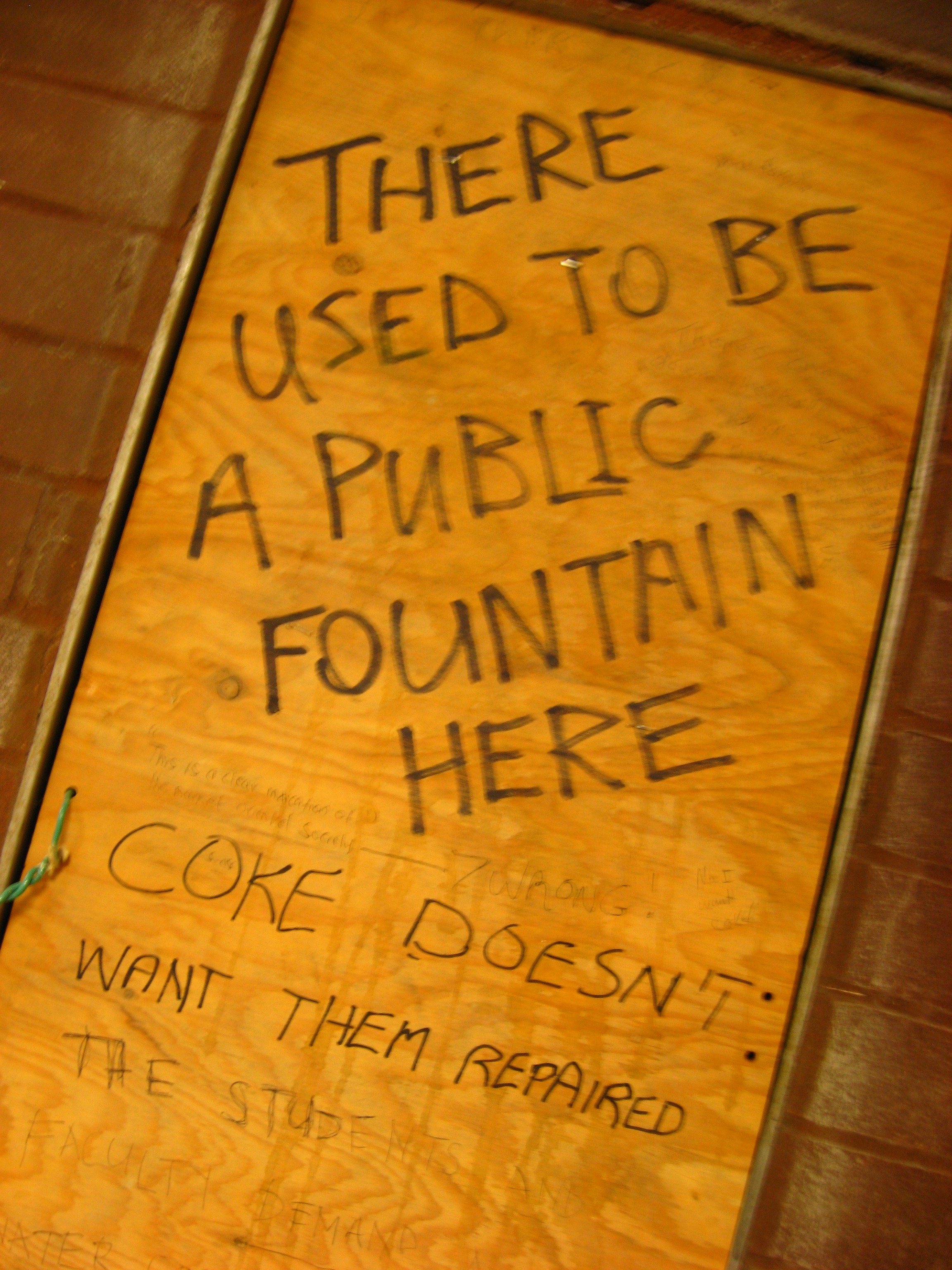
Graffiti anti-coca fait par des étudiants dans une université d'Ottawa, photographié par Peter Blanchard.

Les controverses liées à la Coca-Cola Company touchent les domaines politique, environnemental, de santé publique et ont également trait au financement d'études scientifiques par Coca-Cola.

## Controverses politiques

### Relations supposées avec le régime nazi
Le journaliste William Reymond, dans son livre Coca-Cola, L'enquête interdite (2006), affirme que, durant la Seconde Guerre mondiale, la marque aurait entretenu de bonnes relations avec le régime nazi par l'intermédiaire de son représentant Max Keith (alors que la marque prétendait s'être retirée en 1939). C'est d'ailleurs sous le Troisième Reich, alors que le blocus empêchait l'acheminement des ingrédients de sa boisson, que la marque inventa le Fanta afin de pouvoir maintenir une bonne relation commerciale avec le régime nazi. Cette nouvelle boisson est donc, à l'origine, un « Coca-Cola » sans la formule secrète. La firme jouant sur les deux tableaux a mis de côté son intégrité afin de ne pas souffrir de la défaite d'un des deux camps.

### Relations supposées avec des dictatures
De nombreuses rumeurs associent l'entreprise et des régimes dictatoriaux en Amérique du Sud. Par ailleurs, Vicente Fox, président de la République du Mexique de 2000 à 2006, a été président de la compagnie Coca-Cola pour le Mexique et l'Amérique latine.

### Accusations de meurtres et violences
En Colombie, Coca-Cola est accusée d'être impliquée en 2005 dans l'assassinat de sept syndicalistes par des milices paramilitaires d'extrême droite, notamment dans la ville de Barrancabermeja.
Le directeur de l'usine locale, un Américain, aurait menacé de mort publiquement les syndicalistes de l'entreprise, avant d'ordonner l'assassinat de l'un d'entre eux, Isidro Segundo Gil.
« Nous vivons sous les menaces de mort, j'en reçois au téléphone ou par écrit, que ce soit chez moi ou au syndicat » affirme Limberto Carranza, travailleur dans une usine de Coca-Cola.
L'un de ses collègues, Humberto Soto, a été abattu par balles le 5 juin, alors qu'il devait mener des négociations avec la direction d'une des usines de Coca-Cola. En janvier, l'organisateur d'une manifestation dans une autre usine Coca-Cola est kidnappé.
Ces accusations donnent lieu à un boycottage de la marque début 2006. Par la suite, plusieurs établissements scolaires des États-Unis, d'Europe et du Canada n'ont pas renouvelé leur contrat avec la marque, et les fonds de pension des employés de la ville de New York, qui possèdent des actions de la société ont demandé que l'entreprise finance une enquête indépendante composée de représentants américains et colombiens des droits de l'homme. Plusieurs plaintes sont déposées aux États-Unis, notamment de la part d’une association internationale de syndicats (International Labor Rights Forum). Les plaignants accusent les embouteilleurs de Coca-Cola d'avoir commandité d’une manière ou d’une autre les forces paramilitaires ayant commis ces meurtres et actes de tortures envers des syndicalistes. Coca-Cola ne nie pas que cela s’est passé dans les installations d’embouteillage, mais considère ne pas devoir en être tenue pour responsable car la firme ne contrôle pas directement ces usines. Dès 2001, un juge  statue en ce sens : Coca-Cola ne peut être tenue responsable, mais le juge autorise la tenue d’un procès contre les embouteilleurs.
La multinationale tente à plusieurs reprises d’interdire la diffusion d’un documentaire, l'Affaire Coca-Cola, enquêtant sur son implication dans des violences contre les syndicalistes. La direction générale de Coca-Cola France menace le festival du film des droits de l’homme de Paris de poursuites judiciaires si jamais ils diffusaient ce documentaire.

### Lobbying politique en France
En 2014, une enquête du magazine Le Point dévoile que le député Jean-François Copé, un des leaders de l'UMP, aurait fait fortement pression sur sa collègue Valérie Boyer entre 2008 et 2011 pour qu'elle s'oppose à une taxe sur le sucre afin de diminuer la consommation de soda. Selon le député Yves Bur (UMP), Jean-François Copé serait allé jusqu’à la menacer de faire retailler sa circonscription lors d'un redécoupage électoral.
Selon des informations obtenues par Le Canard enchaîné, l'entreprise Coca-Cola aurait fait des cadeaux à la ville de Meaux (Seine-et-Marne), dont Jean-Francois Copé est maire. C'est la femme d'affaires Dominique Reiniche, patronne de Coca-Cola Europe, qui aurait négocié ces accords en secret avec la ville .
Selon Le Point, la multinationale aurait notamment versé 50 000 euros à la ville de Meaux que dirige Copé pour exposer au musée de la Grande Guerre du pays de Meaux une bouteille vide censée avoir été découverte dans les tranchées de la Meuse et qui daterait de 1917. Elle n'aurait en réalité que très peu de valeur (20 dollars), ce qui suscite de sérieuses questions.
Les médias révèlent également que Coca-Cola France est un client pour un montant de 120 000 euros de l'entreprise Bygmalion, fondée par Bastien Millot et Guy Alvès, deux des plus proches conseillers de Jean-François Copé. Cette entreprise est impliquée dans l'Affaire Bygmalion, un grave scandale de financement politique illégal de la campagne présidentielle de Nicolas Sarkozy,.
Cependant, malgré les manœuvres de l'ancien patron de l'UMP, l'idée d'une taxation des boissons sucrées finit par revenir sur la table en 2011. C'est François Fillon, alors Premier ministre, qui remet cette taxe au goût du jour afin, toujours selon Le Point, d'augmenter les rentrées d'argent de l’État. La loi est finalement adoptée et entre en application au 1er janvier 2012. Un échec pour Coca-Cola dont la direction internationale serait « en colère contre la France ».

### Liens supposés avec des usines chinoises soumettant les Ouïghours au travail forcé
Selon un rapport publié en mars 2020 par l'Institut australien de stratégie politique, les usines ayant recours au travail forcé des Ouïghours au Xinjiang, région au nord-ouest de la Chine, font partie de la chaîne de production de 83 marques internationales, parmi lesquelles Coca-Cola,.
Les Ouïghours y seraient enfermés dans des camps et subiraient des expérimentations médicales.
Coca-Cola exerce de fortes pressions pour combattre un projet de loi finalement signé par Joe Biden en décembre 2021 interdisant l'importation aux États-Unis de produits fabriqués au Xinjiang,,.
Deux autres entreprises multinationales, Nike et Apple, sont elles aussi mises en cause pour leur partenariat avec des usines au Xinjiang ayant recours au travail forcé des Ouïghours. Ces deux entreprises militent également contre la loi interdisant le travail forcé.

### Soutien supposé à Tsahal
Le groupe The Coca-Cola Company et ses différentes marques (notamment Fuze Tea, Hawaï (boisson), Fanta, Tropico, Minute Maid et d'autres) est au cœur d'une campagne de boycott d'Israël, pour son soutien financier et moral présumé à Tsahal. En Egypte, ce boycott a pris une telle ampleur qu'il a permis à la marque de soda locale Spiro Spathis, alors au plus mal, de faire un retour en force. Le 6 novembre 2023, la Grande Assemblée nationale de Turquie a retiré de ses restaurants les produits Coca-Cola.

## Controverses environnementales

### Pompage de nappes phréatiques en Inde, au Mexique et en Allemagne
L'entreprise Coca-Cola a été également fortement contestée en Inde, notamment au Kerala, où elle est accusée d'assécher des nappes phréatiques pour fabriquer son soda, au détriment des paysans locaux.
À San Cristóbal de Las Casas au Mexique, où une usine a été implantée dans les années 1980, la production de Coca-Cola nécessiterait le pompage d'environ 750 000 litres par jour dans les nappes phréatiques de la ville, soit un volume qui permettrait d'alimenter 10 000 habitants par jour, d'après l'hydrologue Antonio Garcia. Certaines communautés auraient vu leurs ressources en eau diminuer depuis l'implantation de cette usine. L'entreprise nie cependant être la cause des coupures d'eau affectant ces communautés.
À Lunebourg (Allemagne), Coca-Cola a creusé deux puits permettant de pomper à 200 m de profondeur une eau commercialisée sous la marque « ViO ». L'entreprise souhaite creuser un 3e puits qui lui permettrait de porter son extraction à 700 millions de litres par an et les autorités locales ont approuvé en 2020 un forage d'essai de plusieurs mois, ce qui a déclenché une opposition citoyenne qui demande un moratoire sur les décisions d'autorisation d'extraction pour tenir compte des dernières données scientifiques liées au réchauffement climatique. La possibilité d'une exploitation commerciale des nappes phréatiques peut toutefois difficilement être empêchée, car elle est prévue par la loi allemande. En janvier 2022, Coca-Cola a annoncé abandonner le projet de 3e puits du fait d'une baisse de la demande.

### Interdiction d'importation en Inde
Coca-Cola est interdit d'importation en Inde en 1970 pour avoir refusé de livrer la liste de ses composants. En 1993, l'interdiction est levée après l'arrivée de Pepsi sur le marché. Une enquête menée par le Centre pour la Science et l'Environnement (CSE), laboratoire indépendant de New Delhi, montre que ces boissons, comme plusieurs marques d'eau en bouteilles fabriquées pour certaines par Coca-Cola ou Pepsi, contenaient des résidus de pesticides dangereux, avec une dose 36 fois supérieure à la norme européenne pour Pepsi, et 30 fois supérieure pour Coca-Cola. La présence de ces produits pourrait provoquer des cancers, atteindre les systèmes nerveux et immunitaire et causer des malformations chez les nouveau-nés. Aucune loi n'interdisait la présence de pesticides dans les boissons en Inde.
Pour la CSE, ces résidus proviennent de l'eau extraite des nappes phréatiques par les usines. La pollution des nappes étant quant à elle causée par l'épandage de pesticides dans les champs environnants. Dans l'État de Kerala, une agence a affirmé avoir trouvé 201,8 milligrammes de cadmium par kilogramme dans les boues sortant de l'usine et offertes comme fertilisants aux agriculteurs. Cette dose, quatre fois supérieure aux doses normales, peut provoquer des cancers chez les personnes qui y sont exposées. L'ONG activiste Greenpeace aurait également trouvé un taux supérieur aux normes et, par précaution, a demandé la fermeture du site de production. À la suite de ces nouvelles, et fort de la contre-publicité faite aux embouteilleurs par ces ONG, de nombreux Indiens ont brûlé des bouteilles de soda de ces deux marques dans les rues. Le gouvernement a demandé une étude comparée avec les bouteilles de ce soda à destination du marché des États-Unis. Le 6 août 2003, l'Inde demande à nouveau le retrait de la circulation des produits Coca Cola, Pepsi, Virgin cola et Corsica cola.

### Soupçons de toxicité en Inde
En 2003 et 2006, le Centre pour la science et l'environnement (CSE), une organisation non gouvernementale localisée à New Delhi (Inde), a constaté que les boissons produites par PepsiCo et Coca-Cola Company en Inde présentaient un niveau dangereusement élevé de pesticides. Les deux sociétés ont alors soutenu que leurs boissons sont sûres pour la consommation et ont annoncé que le niveau de pesticides dans leurs produits serait inférieur à celui de produits de consommation courante tels que le thé, les fruits ou les produits laitiers.
À la suite de cette étude, la vente et la production de Coca-Cola, de Pepsi ainsi que d'autres boissons non alcoolisées sont interdites dans l'État indien du Kerala le 9 août 2006. Cinq autres États indiens annoncent également des interdictions partielles de boissons dans les écoles, les universités et les hôpitaux. Le 22 septembre 2006, la Cour suprême du Kerala lève cependant cette interdiction, considérant que seul le gouvernement fédéral est habilité à interdire la commercialisation de produits alimentaires.

### Pollution plastique
Selon l’ONG Break Free from Plastic, « coalition internationale composée de 1475 organisations écologistes dont Greenpeace », Coca-cola est l'entreprise la plus représentée dans les déchets plastiques retrouvés dans l'environnement,,,,. Toujours selon l'ONG : « À lui seul, le géant américain possède une empreinte plastique supérieure à celle cumulée des entreprises en deuxième et troisième position du classement, à savoir PepsiCo et Unilever ». La méthodologie de l'ONG pour établir ses chiffres a été la suivante : « Des volontaires de la coalition ont collecté près d’un demi-million de déchets plastiques lors d’une « Journée mondiale du nettoyage de notre planète » coordonnée dans 51 pays [...] dont 43 % de marques reconnaissables ».
L'entreprise a formulé au cours des décennies plusieurs promesses de réduction de ses déchets dans l'environnement et d'augmentation du recyclage de son plastique, qui n'ont cependant pas été tenues,.
- « Présentation du rapport » [PDF]
- « Brand Audit 2023 Report »

### Affaire Dasani
En 2004, le groupe Coca-Cola lance la commercialisation des bouteilles d'eau Dasani au Royaume-Uni. La campagne de lancement présente le produit comme une eau purifiée grâce à une méthode de purification « très sophistiquée » utilisée par la Nasa. La campagne tourne au fiasco lorsqu'il s'avère que la purification des eaux en bouteille Dasani se fait en fait par osmose inverse de l'eau de la Tamise, un procédé très basique de purification. Il s'avère ensuite que l'eau Dasani contient un taux de bromate anormalement élevé dans certains lots, contraignant le 24 mars 2004 la société à rappeler 500 000 bouteilles Dasani, à cesser définitivement la vente de Dasani au Royaume-Uni et à repousser le lancement de Dasani en France et en Allemagne,.
Une variante de cette eau était prête à être lancée dans les marchés français. Il s'agissait, soi-disant, d'un produit différent, car provenant d'une véritable source d'eau minérale, donc initialement « naturelle », juste enrichie en calcium et en magnésium. Son lancement était prévu à compter du 19 avril 2004, et Coca-Cola, fort de son savoir-faire marketing, avait engagé un budget de lancement important et envoyé sur le terrain plusieurs centaines de ses commerciaux. La société comptait aussi sur l'important battage publicitaire (notamment en tant que sponsoring lors des Jeux olympiques d'été de 2004 et de la Coupe d'Europe de football de 2004) pour s'implanter durablement sur le marché européen[réf. souhaitée].
Mais, la grande distribution ne voulait pas accorder à l'eau Dasani toute la place voulue, car les rayons « eaux » étaient déjà encombrés d'une multitude de références, et lorsque l'affaire britannique éclata, la firme préféra renoncer à son lancement, car il existait alors un risque réel de polémique et de confusion dans l'esprit des consommateurs. Cependant, l'eau Dasani est toujours commercialisée dans 18 pays et elle est la deuxième marque la plus vendue aux États-Unis[réf. nécessaire]. Le groupe prévoit de relancer la marque en Europe à une date ultérieure[Quand ?],.

## Financement d'études scientifiques biaisées ou mensongères

### Aux États-Unis
En août 2015, une enquête du New York Times révèle que Coca-Cola a financé la création d'une ONG scientifique baptisée Global Energy Balance Network dont le but est de réorienter le discours de l'obésité autour de l'activité physique pour se distancer de ses causes alimentaires/nutritives. L'enquête met en évidence les nombreux liens  et transactions financières entre Coca-Cola et les chercheurs du Global Energy Balance Network,. Quelques mois plus tard, Associated Press obtient des e-mails échangés entre Coca-Cola et Global Energy Balance Network qui démontrent l'intention des chercheurs de satisfaire les attentes de Coca-Cola du mieux possible. Le groupe d'experts, après plusieurs mois de polémique, s'est finalement dissous de lui-même.
Une étude académique publiée en mai 2019 a analysé cinq contrats conclus entre Coca-Cola et des universitaires américains et canadiens,. Bien que les contrats ne donnent pas de consignes sur les résultats à obtenir, l'étude montre que Coca-Cola possède un pouvoir de contrôle important sur les recherches effectuées. La firme se réserve, par exemple, le droit d’interrompre les contrats sans motif. Sarah Steele, qui a dirigé l'étude, explique que cela revient à pouvoir interrompre l'étude à tout moment si les conclusions ne sont pas dans l'intérêt de l'entreprise. Coca-Cola pouvait également censurer tout ce qui relève de l’« information confidentielle » et, à ce titre, demander l'arrêt des recherches et la destruction de tous les documents. En 2019, Le Monde révèle que la firme a investi 8 millions d’euros depuis 2010 rien qu’en France pour faire dire à des professionnels de santé et des chercheurs que la dégradation de la santé publique avait plus de lien avec l’activité physique que les apports énergétiques, notamment via les boissons qu’elle produit.

### En France
Selon l'émission Cash Investigation, Coca-Cola finance des études publiées dans les médias par des organismes de recherche. La firme a, par exemple, cofinancé une étude du CRÉDOC qui affirme alors qu'il n'existe pas de corrélation entre la consommation de sodas et l'obésité,. Elle a ensuite repris sur son propre site cette affirmation du CRÉDOC, en n'indiquant toutefois pas sur cette page que c'est la firme qui a financé cette étude.
En 2016, l'ONG Foodwatch contraint Coca-Cola à publier ses financements en France. Ces données — mises à jour depuis — ont été analysées par Le Monde en 2019 et révèlent que la firme a versé plus de 8 millions d'euros depuis 2010 à des experts, des organisations médicales, sportives ou évènementielles. Des diététiciens et médecins ont ainsi été payés pour écrire des articles ou présenter des conférences sur l'aspartame, l'hydratation, ou l'absence de relations entre consommation de boisson sucrée et prise de poids. Coca-Cola a également financé des conférences réunissant des professionnels de santé, comme le salon Dietecom qui a reçu plus de 140 000 € entre 2010 et 2017. Parmi les organismes financés, on compte notamment la Société Française de Médecine du Sport (80 000 € entre 2010 et 2016) et l'Association française des médecins et nutritionnistes (135 000 € entre 2010 et 2018).
Coca-Cola a financé trois projets de recherche pour un montant de 2,4 millions d'euros. Le premier a été mené par la société CreaBio, qui a reçu 930 000 € pour un projet de recherche sur les édulcorants intenses. Les résultats de l'étude concluent qu'il n'existe aucune différence entre les boissons édulcorées et l'eau en termes d’effet sur « l’appétit, l’apport énergétique et les choix alimentaires ». Le second projet porte sur le même sujet et a été mené au CHU de Rennes, par l'Institute for European Expertise in Physiology (IEEP) qui a bénéficié de près de 720 000 € de la part de Coca-Cola.